# Longitarsus bourdonnei
Longitarsus bourdonnei es una especie de insecto coleóptero de la familia Chrysomelidae. Fue descrita científicamente en 2006 por Doguet & Bergeal.